# غرانيانو تربيينزي
غرانيانو تربيينزي (بالإيطالية: Gragnano Trebbiense)‏ هي بلدية في مقاطعة بياتشنزا في إقليم إميليا رومانيا الإيطالي.

## السكان
في سنة 1861 بلغ عدد السكان 3٬071 نسمة، وتطور العدد ليصل في سنة 2011 لـ 4٬386 نسمة.
يظهر هذا المخطط البياني تطور النمو السكاني لـ غرانيانو تربيينزي